# 暑期学校
暑期学校（英語：Summer school）或暑期大学（英語：Summer university）是一所高等教育机构在暑假期间提供课程和活动的课程，如美国哈佛暑期學院和荷兰乌特勒支暑期学校。